# Ксеродерма
Ксероде́рма пигме́нтная (синонимы: ретикулярный прогрессирующий меланоз, прогрессирующий ретикулярный меланоз Пика) — наследственное заболевание кожи, проявляющееся повышенной чувствительностью к ультрафиолетовому облучению, проявляется в возрасте двух-трех лет и постоянно прогрессирует. Является предраковым состоянием кожи. Встречается редко.

## Этиология и патогенез
Наследственный фактор имеет наиболее весомый фактор в появлении заболевания. Также в некоторой литературе описывался профессионально производственный токсический/тератогенный момент в этиологии болезни — при работе на урановых рудниках родителей родившихся с болезнью детей и вдыхании ими радона. Характер наследственного дефекта заключается в отсутствии или малой активности ферментов, устраняющих повреждающий эффект ультрафиолетового излучения на клетки кожи. В результате мутации, белки репарирующие ДНК больного, становятся неактивны, и при всяком повреждении, например, при облучении ультрафиолетом, дефектных молекул ДНК становится больше. Повреждения накапливаются и со временем приводят к раку кожи. Изучены два вида нарушений. При одном из них, помимо высокой чувствительности к УФ-излучению, у больных имеет место и повышенная чувствительность к радиации. Результатом в обоих случаях являются нарушения пигментации и ороговения кожи, атрофические изменения эпидермиса и дистрофия соединительнотканных волокон, а конечным эффектом — клеточная атипия и озлокачествление.

## Клиническая картина
Клиника ксеродермы характеризуется тремя стадиями. Первая стадия отмечается у детей возрастом 2—3 лет (в редких случаях — позже), обычно в весенне-летний период после пребывания на солнце. На открытых участках кожи (лицо, шея, предплечья, кисти) возникает стойкая воспалительная реакция, характеризующаяся пятнами, шелушением и последующим развитием неравномерной повышенной гиперпигментации по типу лентиго, веснушек. Каждое повторное облучение приводит к усилению этих проявлений.
Клинические проявления второй стадии приобретают выраженность спустя несколько лет. Она характеризуется наличием участков атрофии кожи разных размеров и очертаний, сосудистыми звездочками, неравномерной пигментацией, что все вместе придает коже пестрый вид. Внешне картина кожи очень напоминает проявления хронического радиационного дерматита. На отдельных участках кожи могут наблюдаться бородавчатые разрастания, корки, трещины, изъязвления, пятнистость. Страдает не только кожа, но и хрящевая и соединительная ткань: ушные раковины и естественные отверстия (носовые ходы, ротовое отверстие) деформируются, хрящи носа истончаются. Отмечаются, помимо того, выворот век, блефариты, изъязвления слизистой оболочки век, выпадение и нарушение последующего роста ресниц, помутнение роговицы, слезотечение и светобоязнь.
Третья стадия заболевания развивается в подростковом или юношеском возрасте. Она характеризуется появлением в очагах поражения доброкачественных и злокачественных опухолей (фибром, кератом, ангиом, базалиом, меланом и пр.). Высокой степенью озлокачествления и метастазированием во внутренние органы отличаются очаги бородавчатых разрастаний. Прогноз неблагоприятный: 2/3 больных погибают в возрасте до 15 лет.
Ксеродермическая идиотия (синдром Де Са́нктиса—Каккьо́не) — наиболее тяжелая форма пигментной ксеродермы. Она характеризуется наличием выраженных нарушений со стороны центральной нервной системы на фоне кожных проявлений. Отмечаются микроцефалия, недостаточное развитие гипофиза и мозжечка, идиотия, парезы, судороги, координационные и рефлекторные расстройства. Помимо этих проявлений, для ксеродермической идиотии типичны задержка роста и полового развития, потеря слуха.
Диагноз в большинстве случаев основывается на данных клиники: связь заболевания с солнечным облучением, поражение открытых участков кожи (пигментация и сосудистые звездочки) с последующим озлокачествлением.

## Лечение и профилактика
Ранние этапы заболевания подлежат амбулаторному лечению у дерматолога. Рекомендуют прием синтетических противомалярийных препаратов (типа хингамина), которые уменьшают чувствительность кожи к солнечным лучам. Показаны витамины А, РР, группы В. Местно используются кортикостероидные мази, в участках бородавчатых разрастаний — цитостатические. Применяют также фотозащитные кремы и мази (хининовая 5%-ная, салоловая 10%-ная и др.). При развитии опухолевого процесса лечение больного осуществляется онкологом.
При синдроме Де Санктиса-Каккьоне лечение проводится под наблюдением невролога в специализированном стационаре.
Первичная профилактика не разработана. Для замедления процесса озлокачествления больные должны постоянно находиться под диспансерным наблюдением дерматолога, онколога, при необходимости — офтальмолога и невролога. Важны меры по защите открытых участков тела от облучения, больным рекомендуют носить широкополые шляпы, перчатки, зонтики от солнца, пользоваться фотозащитными кремами. При появлении бородавчатых разрастаний целесообразно их оперативное удаление в как можно более ранние сроки, во избежание озлокачествления.

## В популярной культуре
Вымышленные персонажи, болеющие ксеродермой:
- Дети главной героини фильма «Другие» режиссёра Алехандро Аменабара, Энн и Николас.
- Кристофер Сноу, главный герой трилогии «Moonlight Bay Trilogy» Дина Кунца.
- Люк, персонаж романа «Операция «Выход»» Скарлетт Томас.
- Каору, главная героиня фильма «Полночное Солнце» режиссёра Норихидо Коизуми.
- Рик Клейтон, главный герой фильма «Тёмная сторона Солнца» режиссёра Божидара Николича.
- Этан, племянник главного героя из романа «Взглянуть второй раз» Джоди Пиколт.
- Ромен, главный герой фильма «Полночное разрешение» режиссёра Дэльфина Глейза.
- Один из второстепенных персонажей сериала «Ультрафиолет»
- Девочка из романа «A Cool Moonlight» Анджелы Джонсон.
- Эрве, персонаж романа «Анук, mon amour…» Виктории Платовой.
- Кэтти Прайс, главная героиня фильма 《Полночное солнце》 режиссёра Скотта Спира
- Саваш Йылдырым, герой телесериала «Марашанец».